# Elasmotherium
Az Elasmotherium az emlősök (Mammalia) osztályának páratlanujjú patások (Perissodactyla) rendjébe, ezen belül az orrszarvúfélék (Rhinocerotidae) családjába tartozó fosszilis nem.

## Rendszerezés
A nembe az alábbi 4 faj tartozik:
- Elasmotherium caucasicum Borissjak, 1914
- Elasmotherium chaprovicum (Shvyreva, 2004)
- Elasmotherium peii (Chow, 1958)
- Elasmotherium sibiricum Fischer, 1808 - típusfaj

## Előfordulásuk
Az Elasmotherium-fajok a késő pliocénben, Közép-Ázsia területén jelentek meg először. Egyesek szerint a Sinotheriumból fejlődtek ki. Az Elasmotherium caucasicum - melyet korábban E. inexpectatum-ként ismertek - és az Elasmotherium peii, Kelet-Kínában éltek a késő pliocéntől a korai pleisztocénig. A két faj 1,6 millió évvel ezelőtt tűnt el. A legrégebbi oroszországi Elasmotherium maradványok a késő pliocén kőzetéből származnak, ezeket a Fekete-tenger közelében találták meg. Az Elasmotherium caucasicum nagy számban élt ezen a helyen, 1,1-0,8 millió évvel ezelőtt. A fejlettebb és a nemében a legnagyobb testű, az Elasmotherium sibiricum, a közép pleisztocénben jelent meg. Az állat elterjedési területe Délnyugat-Oroszország, keleten Nyugat-Szibériáig és délen Ukrajnáig és Moldováig terjedt. Az Elasmotherium-fajok a közép pleisztocénig lakták Kelet-Európát.
2016 márciusában Kazahsztánban felfedeztek egy Elasmotherium koponyát, amelynek korát mindössze 39 000 évre datálták.

## Megjelenésük
Az Elasmotherium-fajok marmagassága körülbelül 2 méter és hossza 4,5–5,2 méter lehetett. Egy méter hosszú koponyájukon csak egy szarv ült, de ez az E. sibiricum fajnál elérhette az 1,8 méteres hosszúságot. Tömegük körülbelül 3,6–4,5 tonna lehetett. Az Elasmotheriumok lábai hosszabbak voltak, mint a mai orrszarvúaké, és az ügetésre voltak alkalmasak. Nagy testük ellenére, az állatok valószínűleg gyorsak lehettek. A fogaik hasonlóak a lovak fogaihoz, és valószínűleg alacsony növésű füvek fogyasztására voltak alkalmasak.

## Életmódjuk
Tanulmányozva a maradványokat, a tudósok nem egyeznek meg abban, hogy az Elasmotheriumok milyen élőhelyen éltek. Az egyik fele a paleontológusoknak, úgy gondolja, hogy az állatok a sztyeppéket járták, nagy, gyapjas testükkel. Hatalmas szarvukkal távol tartottak maguktól minden ragadozót, de ennek a feltételezésnek van egy hibája: eddig egy szarvat sem találtak a maradványok között. A másik elképzelés szerint, az Elasmotheriumok mocsaras területeken éltek. Ezt a fogazatuk is alátámasztja. Bár az is meglehet, hogy mindkét biotópban jól érezték magukat.

## Képek

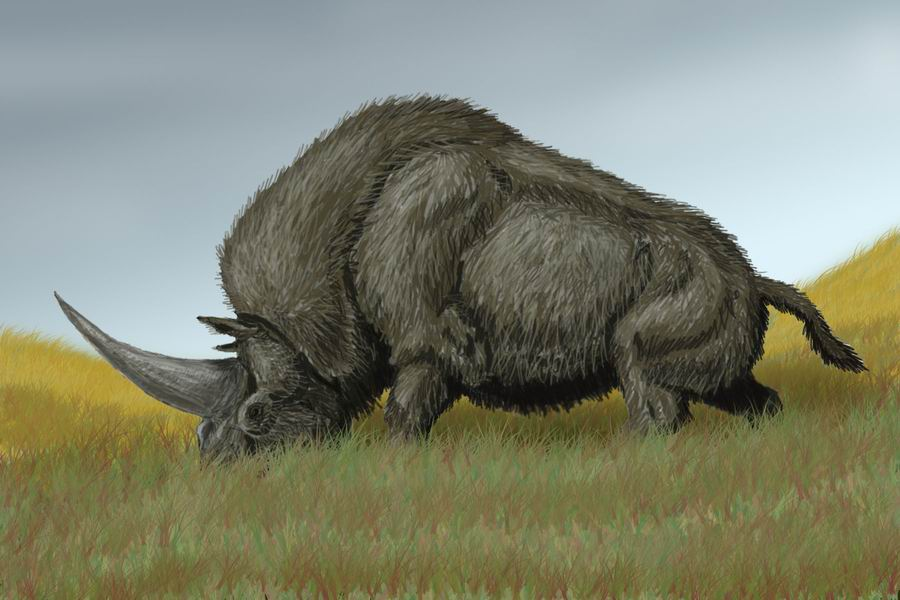
Az Elasmotherium sibiricum rekonstrukciója
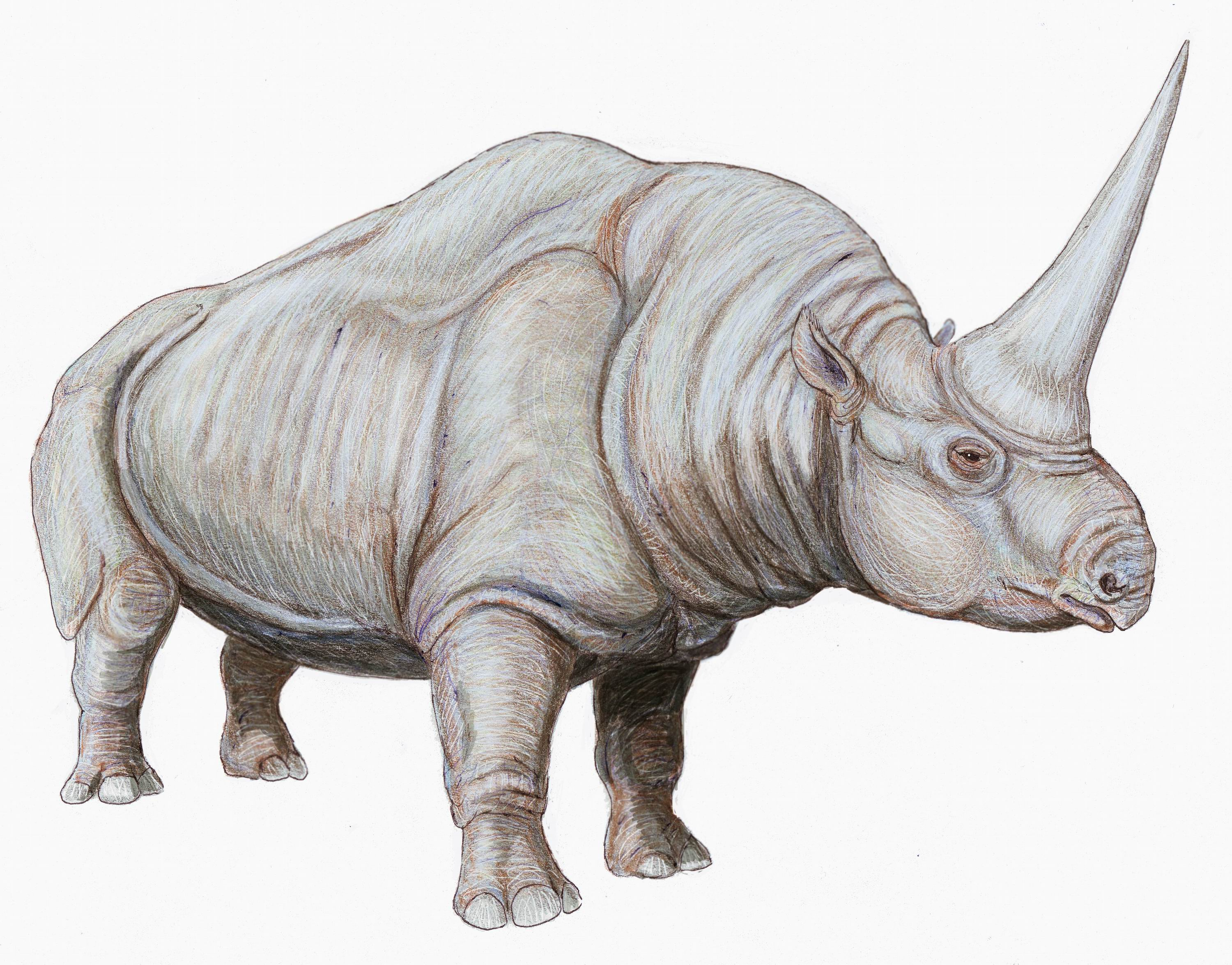
Rajz az Elasmotherium caucasicum-ról

### Fordítás
- Ez a szócikk részben vagy egészben  az   Elasmotherium című angol Wikipédia-szócikk ezen változatának fordításán alapul.  Az eredeti cikk szerkesztőit annak laptörténete sorolja fel. Ez a jelzés csupán a megfogalmazás eredetét és a szerzői jogokat jelzi, nem szolgál a cikkben szereplő információk forrásmegjelöléseként.